# Petrkov (Zachotín)
Petrkov (německy Peterkow) je osada, část obce Zachotín v okrese Pelhřimov. Nachází se 1 km na jihovýchod od Zachotína. V roce 2009 zde bylo evidováno 8 adres. V roce 2001 zde trvale žilo 11 obyvatel.
Petrkov leží v katastrálním území Zachotín o výměře 7,36 km2.

## Další fotografie

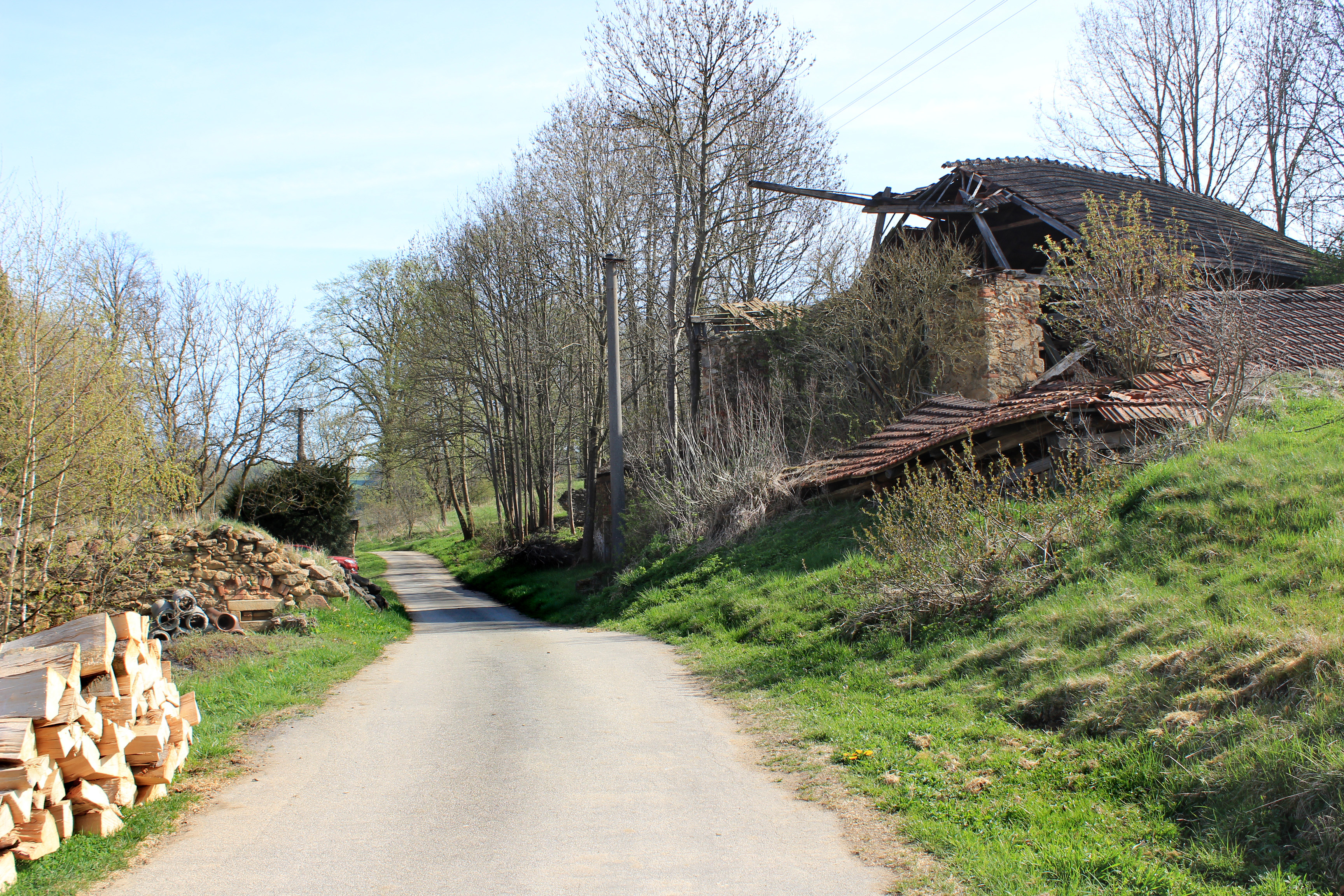
Rozpadající se stavení
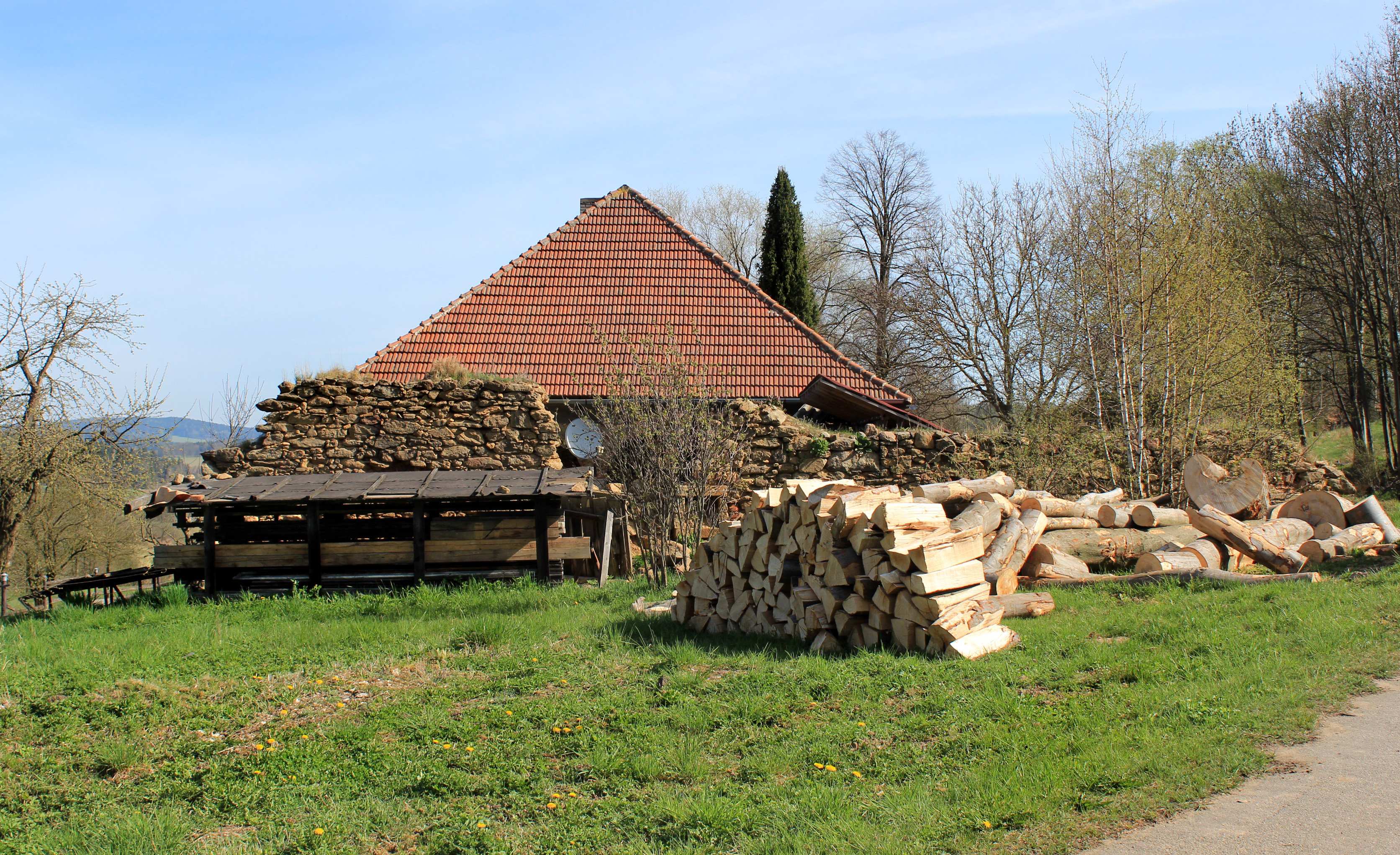
Dům čp. 2
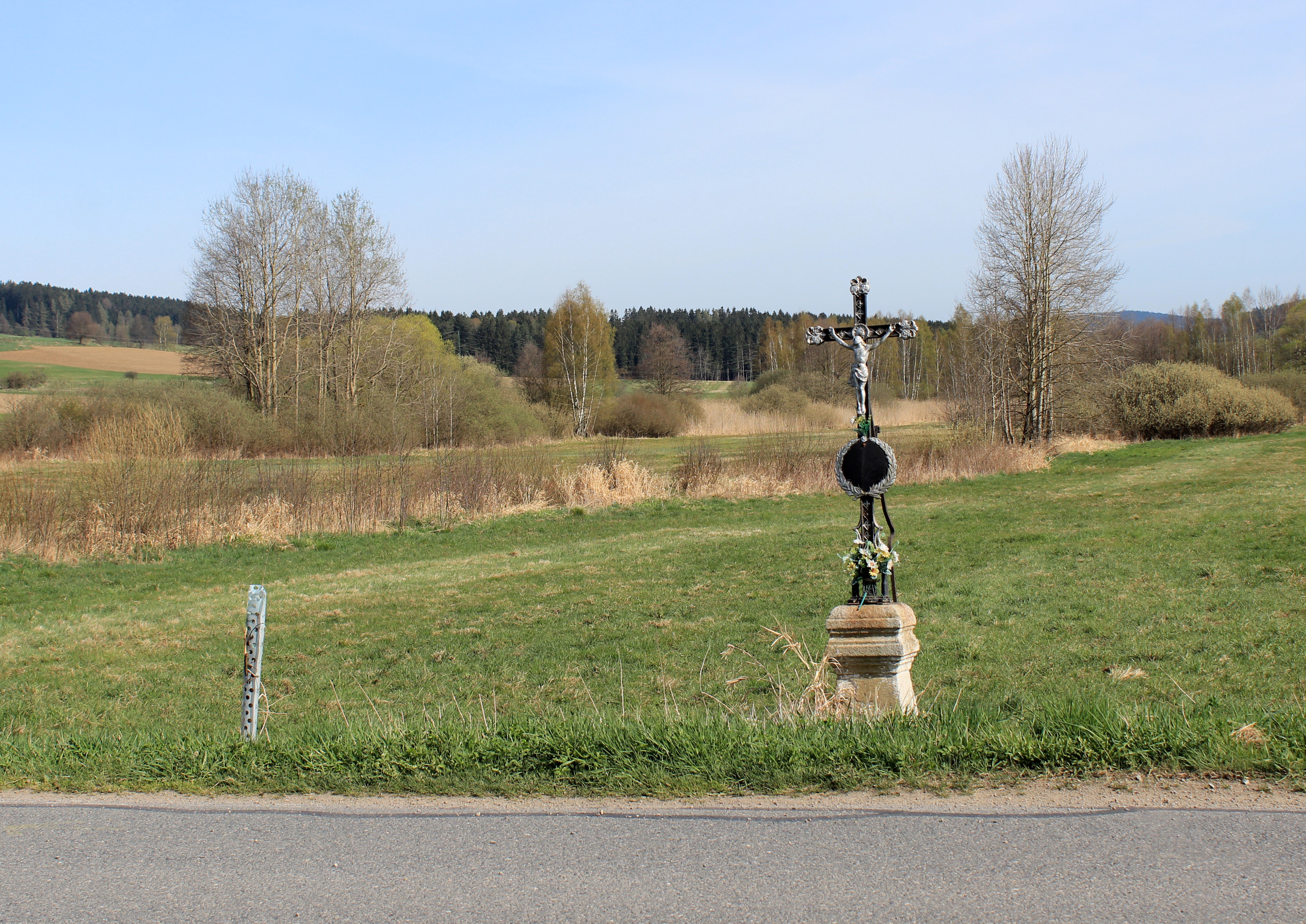
Křížek u hlavní silnice